# Montalto Carpasio
Montalto Carpasio é uma comuna italiana da região da Ligúria, província de Impéria, com cerca de 510 habitantes. Estende-se por uma área de 30 km², tendo uma densidade populacional de 17 hab/km². Faz fronteira com Badalucco, Borgomaro, Dolcedo, Molini di Triora, Prelà e Rezzo.